# Туковский
Туковский — посёлок в Братском районе Иркутской области России. Входит в состав Харанжинского сельского поселения. Находится западнее реки Оки, примерно в 104 км к юго-юго-востоку (SSE) от районного центра, города Братска. Код ОКАТО — 25204852003.

## Население
По данным Всероссийской переписи, в 2010 году постоянное население в посёлке отсутствовало.

## Улицы
Уличная сеть посёлка состоит из 6 улиц.